# NGC 6489
NGC 6489 (другие обозначения — MCG 10-25-99, ZWG 300.79, KAZ 166, PGC 60928) — галактика в созвездии Дракон.
Этот объект входит в число перечисленных в оригинальной редакции «Нового общего каталога».